# Korsbyggnad
Korsbyggnad är en närmast satt, kvadratisk typ bostadshus med en längd på 9-11 meter och med breda cirka en meter kortare gavlar. Huset får därför ett karaktäristiskt utseende för framförallt Medelpad och Ångermanland. Något som skiljer dem åt är, att den ångermanländska korsbyggnadeni allmänhet är en och en halv våning hög medan den medelpadska ofta har två fulla våningar.

## Historik
Korsbyggnader är en relativt ung byggnadstyp från sent 1700-tal och fram till omkring 1930 och var en utveckling från så kallade bakkammarstugor, en hustyp där man på baksidan av ett boningshus byggde ut en kammare vinkelrätt på husets baksida. Allteftersom förlängdes bakkammaren till husets fulla längd och täcktes med ett gemensamt tak så ett närmast kvadratiskt hus erhölls med en centralt placerad skorstensstock med fem kringliggande rum, i princip två smala stugor byggda samman längs med varandra.

## Huvudtyper
Den ursprungliga korsbyggnadstypen, kallad halv- eller enkelkorsbyggnad har fyra till fem rum kring en enda mittplacerad skorstensstock  medan hel- eller dubbelkorsbyggnaden har sex rum grupperade i två parallella rumsfiler kring två skorstensstockar. I båda fallen finns köket innanför förstugan och salen finns i det motsvarande bakre hörnet. I övrigt är det mindre rum som köks- och farstukammare. Korsbyggnaderna byggdes i en och en halv eller två våningar och allteftersom kom tvåvåningshusen att bli den dominerande typen och kan uppfattas som något av en karaktärsbyggnader för framförallt Medelpad.
Korsbyggnaden är till sin utformning energieffektiv och därmed vedbesparande, då den kvadratiska planformen har minimal ytterväggsyta i förhållande till golvytan till skillnad från den äldre parstugan som har jämförelsevis stor ytterväggsyta. Det är också en praktisk konstruktion för uppvärmning, då en murstock betjänar flera rum.